# BMW R1300GS
BMW R1300GS는 BMW 모토라드가 BMW R1250GS의 후속으로 2024년형으로 발표한 어드벤처 투어링 모터사이클이다. 이전 모델의 전체 트러스 프레임을 제거하면서 엔진과 변속기, 프레임이 재설계되었다. 이러한 변경으로 이전 모델보다 12kg 가벼운 237kg의 중량을 달성했다. 또한, GS 시리즈 초기 세대의 비대칭 헤드라이트가 제거되었다.

## 사용 현황
오슬로 경찰청은 2024년 여름부터 BMW R1300GS를 업무에 사용하기 시작했다.

## 더 읽어보기
- Martin Fitz-Gibbons (2023년 9월 28일). “BMW R 1300 GS (2024) - Technical Review”. 《BikeSocial》. Bennetts.
- Phil West (2023년 9월 28일), “BMW R1300GS arrives! More powerful, compact, and lighter adventurer aims for the 2024 top spot”, 《Motor Cycle News》